# Konijnenbuurt
Konijnenbuurt (Stellingwerfs: Knienebuurt, Fries: Kninebuert) is een buurtschap in het dorp Waskemeer de gemeente Ooststellingwerf, in de Nederlandse provincie Friesland. Het ligt aan de noordoostkant van Waskemeer, waaronder het ook formeel valt.
De buurtschap is ontstaan aan de Compagnonsweg bij een zandpad. Daaruit is de Sent Baronstraat ontstaan. Veel van de bewoners werkte bij de zuivelfabriek toen Waskemeer nog Beneden-Haulerwijk was geheten. Tegen het einde van de twintigste eeuw verdween het zandpad en kwam er alleenstaande huis te staan met de straatnummer 17. Zo verdween de aansluiting op de Compagnonsweg. De Sent Baronstraat is aan de andere kant aangesloten op de Bakkefeenseweg. Het wordt niet altijd meer als eigen plaats gezien.